# 雷孔文
雷孔文 （1525年—？年），字質卿，四川重慶府大足縣人，民籍，明朝政治人物。

## 生平
嘉靖十九年（1540年）庚子科四川鄉試第四十五名舉人。嘉靖三十八年（1559年）中式己未科會試第一百四十六名，三甲第一百九十八名進士。

## 家族
曾祖雷漢霄；祖父雷壽齡；父雷迅，母鄢氏；繼母王氏。具慶下。弟孔章、孔謨。